# Морозов, Марк Аронович
Марк Аронович Морозов (24 декабря 1931, Москва — 3 августа 1986, Чистополь, Татарская АССР) — советский диссидент, политический заключенный.

## Биография
Родился в еврейской семье, работал главным специалистом отдела технической и экономической информации Государственного проектного и научно–исследовательского института по проектированию учреждений здравоохранения Министерства здравоохранения СССР, был кандидатом физико–математических наук, специалистом по ЭВМ.
В 1974—1976 годах занимался размножением и распространением самиздата и другой диссидентской деятельностью. Согласно приговору суда, он:
- в 1974—76 годах  размножил  в  целях  распространения и распространил «Архипелаг ГУЛАГ» Солженицына;
- в 1974 году предоставил для размножения «Истоки и смысл русского коммунизма» Бердяева;
- в 1974 году  распространял «Бодался телёнок с дубом» Солженицына;
- в 1974—76 годах  распространял  статью  «Ближневосточный конфликт и еврейский вопрос в СССР» Роя Медведева;
- в 1975—76 годах распространял  2-й  том  «Происхождения партократии» Авторханова;
- в 1976 году распространял «Просуществует ли Советский Союз до 1984 года?» Амальрика;
- в начале 1977 года у себя дома вручил Виктору Орехову  первую и вторую части книги Турчина «Инерция  страха. Социализм  и тоталитаризм»;
- в 1976 году экспонировал на фотопленку с целью дальнейшего распространения сборник «Из-под глыб»;
- в августе 1977 году написал  и  отправил  за  границу обращение к руководителям Итальянской коммунистической партии;
- в  марте  1978 года  организовал и принял личное участие в изготовлении фотоспособом около 100 листовок, распространенных в  ночь  с  13 на 14 марта 1978 года его товарищами в различных районах Москвы.

Он также предоставил свою квартиру для проведения учредительной конференции «Свободного межпрофессионального объединения трудящихся» (СМОТ).
Деятельность Морозова вскоре привлекла внимание КГБ. С ним должен был проводить «профилактические» или вербовочные беседы капитан КГБ Виктор Орехов. Но Орехов уже ранее задумывался об аморальности преследования диссидентов, а Морозов произвел на него такое впечатление, что Орехов решил помогать диссидентам. Орехов через Морозова стал передавать диссидентам сведения об ожидающихся обысках и арестах.
1 ноября  1978 года Морозов был задержан, 3 ноября — арестован. По его словам, вскоре после его ареста  ему были предъявлены признания Орехова о переданной им информации и просьба Орехова подтвердить их. Морозов дал показания против Орехова; Орехов в итоге был приговорен к 8 годам лишения свободы. Морозов стал сотрудничать со следствием, так как ему пообещали что в случае сотрудничества его приговорят лишь к условному сроку лишения свободы. 
Морозова судил Верховный суд РСФСР по ст. 70 ч. 1 УК РСФСР. На суде Морозов признал себя виновным и заявил, что «сожалеет о причиненном им вреде советскому государственному и общественному строю». Но 29 июня 1979 года суд приговорил его не к условному сроку лишения свободы, а к 5 годам ссылки. 
Морозова сослали в Воркуту. Там он написал заявление Генеральному прокурору СССР, в котором писал:

Полагая,  что  обещание  КГБ — это слово государства,  я  «рискнул»  поверить  следствию  и,  хотя      обвинительное заключение  смутило меня своей тенденциозностью, «не портил дела в суде». 
На собственном опыте я теперь  знаю  цену  обещаниям КГБ, понял,  как  трактуют  социалистическую законность судьи,  подобные  Луканову.  Надеюсь,  что  мои  товарищи сумеют сделать надлежащие выводы из моего горького опыта.

В итоге Морозов 24 марта 1980 года был вновь арестован и 13 января 1981 года был осужден Верховным судом Коми АССР по ст. 70 ч. 2 — «Антисоветская агитация и пропаганда, совершенные… лицом, ранее осужденным за особо опасные государственные преступления» УК РСФСР с присоединением неотбытой части ссылки к лишению свободы на 8 лет, 8 месяцев и ссылке на 5 лет. В обвинительном заключении утверждалось, что, отбывая ссылку, Морозов «идейно не разоружился». Ему было инкриминировано: написание статьи «СССР политика обмана», ее распространение и попытка переправить на Запад; письмо о трудовом конфликте с администрацией Печоршахтстроя, направленное им на Мадридскую встречу СБСЕ 1980 года; распространение в Воркуте книги А. Солженицына «Архипелаг ГУЛАГ» и статьи И. Померанцева «Око и слеза».
Отбывал срок заключения в исправительно-трудовых колониях для «особо опасных государственных преступников» «Пермь-35» и «Пермь-37». Осенью 1981 года он был признан инвалидом 2-й группы, так как у него был диагностирован целый ряд серьезных заболеваний — туберкулез позвоночника, болезнь сердца, облитерирующий эндартериит и другие. Морозова неоднократно помещали в ШИЗО, он неоднократно держал голодовки протеста; в колонии «Пермь-35» он пытался покончить с собой, вскрыв себе вену, но его спасли.
9 декабря 1983 года был этапирован в Чистопольскую тюрьму, так как его перевели на три года на тюремный режим за «отказ от работы» (Морозов неоднократно просил администрацию предоставить ему посильную работу, но в этом ему было отказано, выполнять же те работы, на которые его посылали, он был не в силах), «нарушение режима содержания», «оскорбление администрации» и попытку нелегальной отправки писем. 
3 августа 1986 года Морозов скончался в Чистопольской тюрьме. Его родственникам сообщили, что он умер от сердечного приступа, но существует версия, что он покончил с собой.
Был посмертно реабилитирован в 1992 году Прокуратурой Республики Коми.